# Mercedes-Benz W186/W189

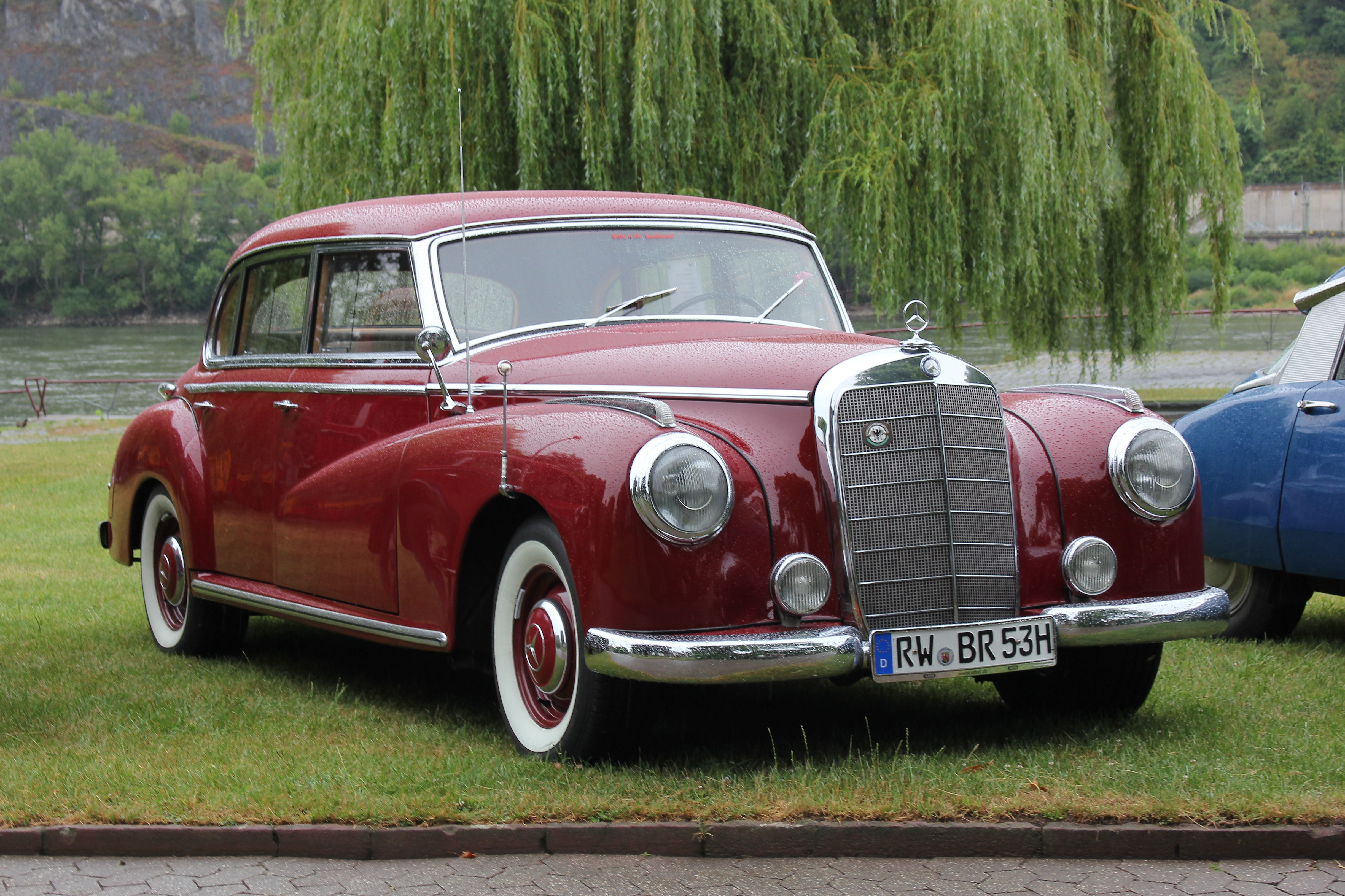
Mercedes-Benz 300c Adenauer (W186)

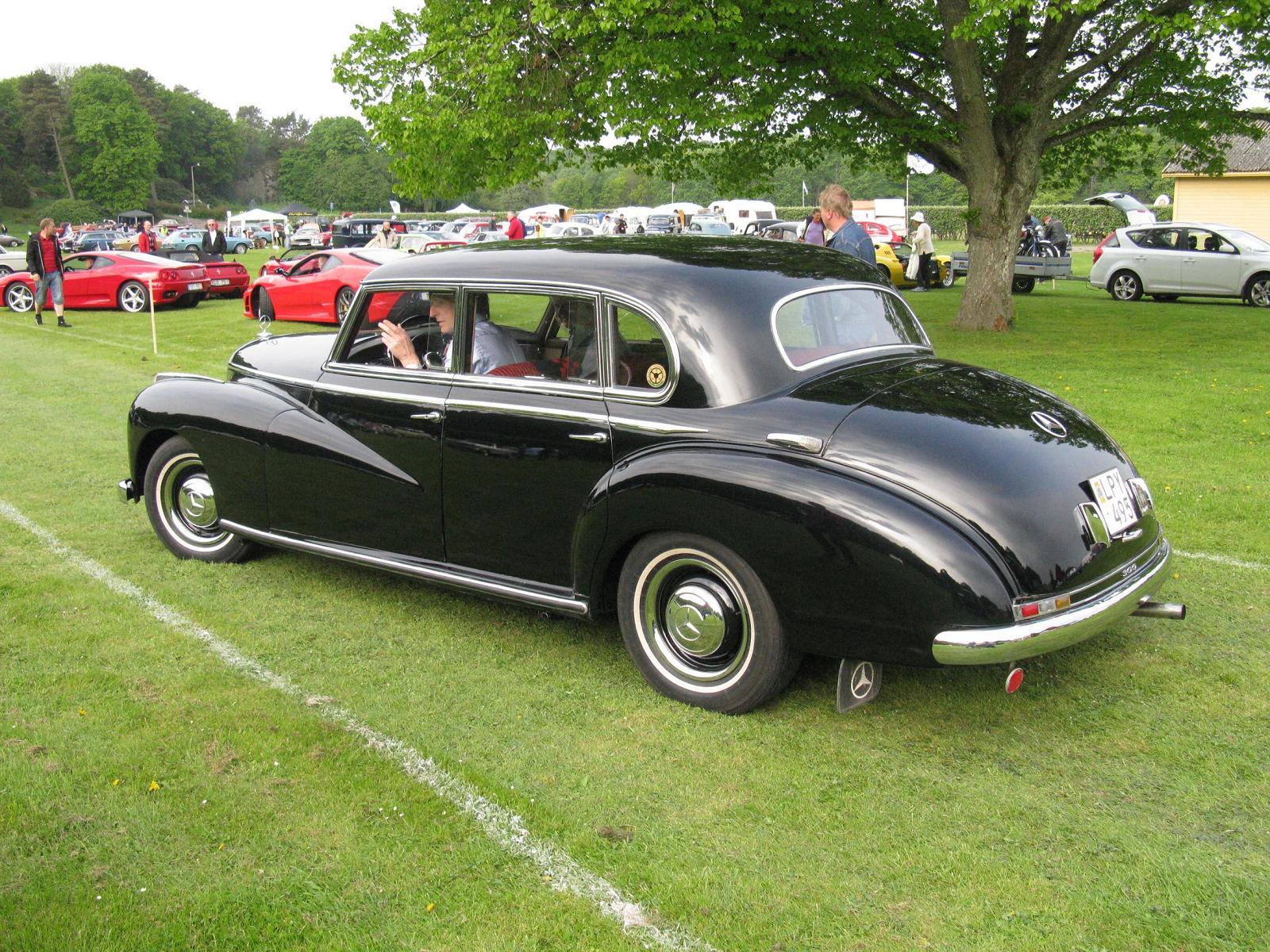
Mercedes-Benz 300 Adenauer (W186)

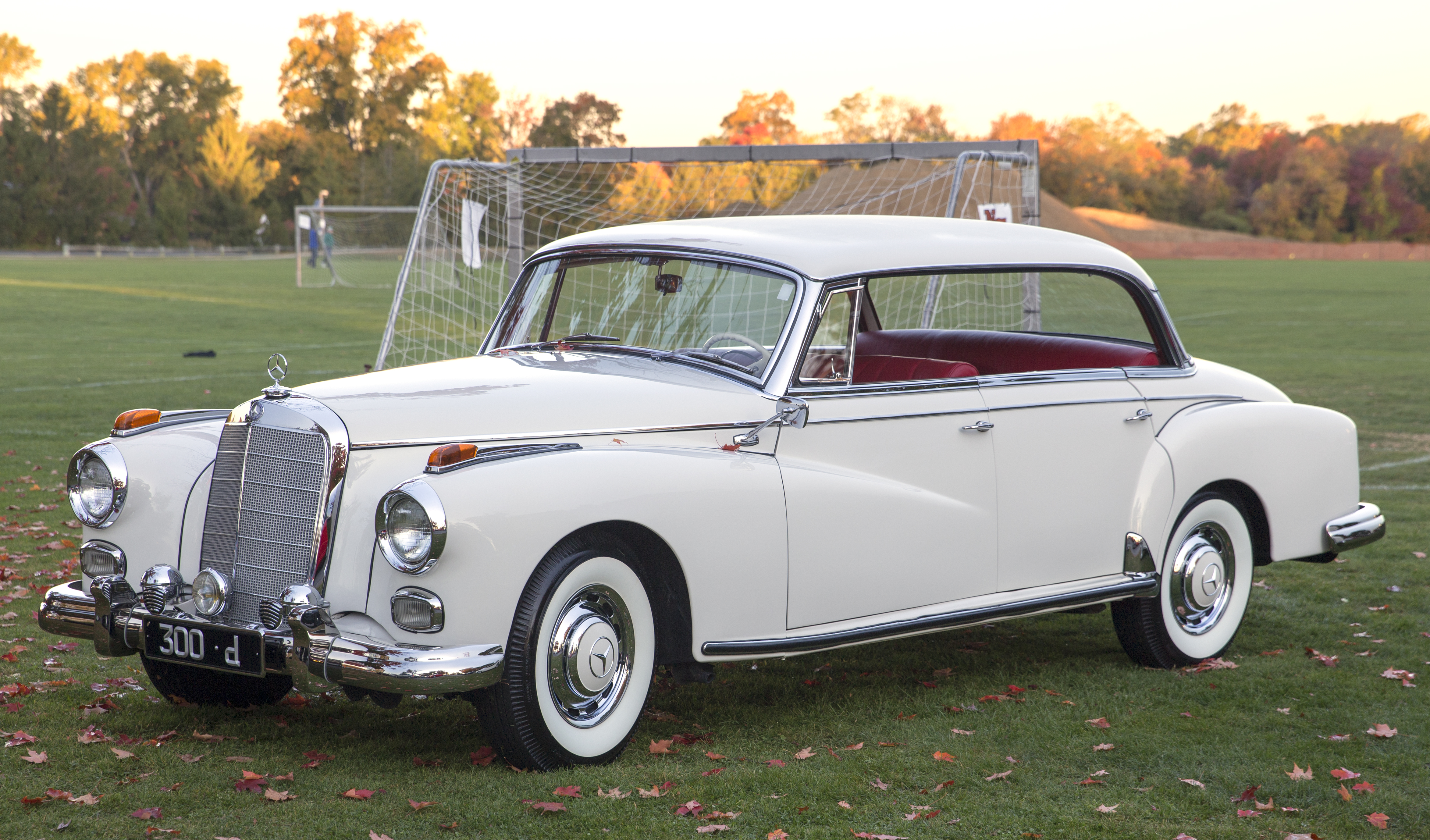
Mercedes-Benz 300d Adenauer (W189)

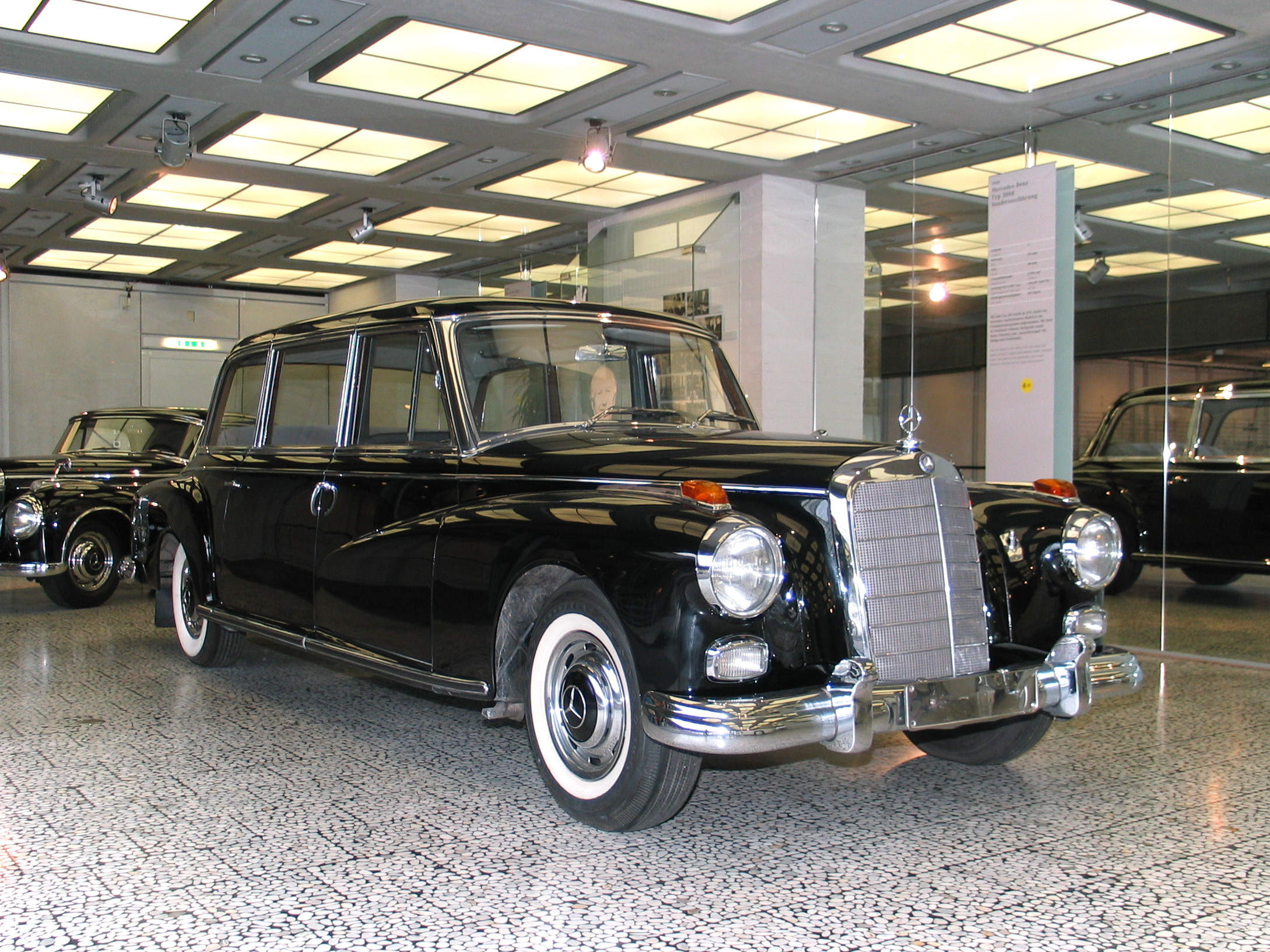
Mercedes-Benz 300d Pullman (W189)

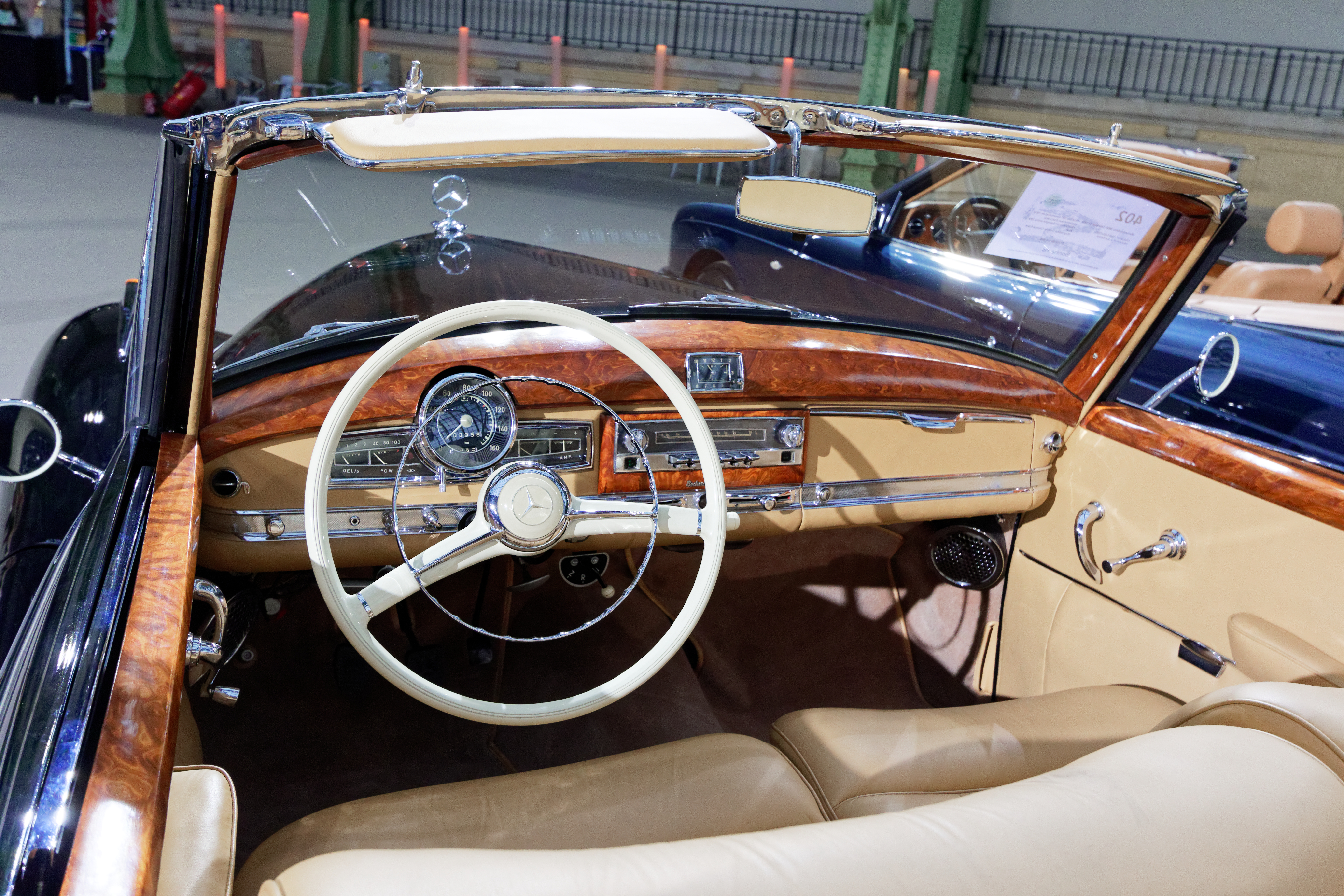

Mercedes-Benz Тип 300 (номер шасі W186, W188 і W189) — сімейство люксових автомобілів компанії Mercedes-Benz.
Вперше Mercedes-Benz 300 представили в 1951 році на автосалоні у Франкфурті. Автомобіль був понад 5 метрів у довжину з хромованими бамперами і радіаторними ґратами, а так само зі знаменитою і відомою зіркою на капоті. Це був найбільший, найдорожчий і найшвидший автомобіль, побудований Західною Німеччиною після Другої світової війни. Цей лімузин назвали на честь канцлера Німеччини Конрада Аденауера (Adenauer).
У середині минулого століття Mercedes-Benz Adenauer коштував 20 000 німецьких марок. Для порівняння 1200 Volkswagen Export коштував 5400 DM, Opel Kapitän — 9600 DM, середній заробіток в Західній Німеччині тоді становив близько 350 німецьких марок.
Автомобілі Мерседес 300 використовували в основному державні служби Німеччини, а так само посли.

## Виробництво
- Тип 300 (W 186 II): 12/1951-3/1954; 4776 седанів, 2 шасі, 466 Cabriolet
- Тип 300 b (W 186-III): 3/1954-7/1955; 1426 седанів, 125 Cabriolet
- Тип 300 c (W 186 IV): 9/1955-8/1957; 1432 седанів, 51 Cabriolet
- Тип 300 d (W 189): 11/1957-3/1962; 3073 седанів, 1 шасі, 65 Cabriolet D (липень 1958-лютий 1962)
1 Pullman лімузин, 2 Pullman Landaulet

## Двигуни
- 2996 см3 M186 I SOHC I6 115 к.с. (300)
- 2996 см3 M186 II SOHC I6 125 к.с. (300 b/c)
- 2996 см3 M189 SOHC I6 160 к.с. (300 d)